# Військово-морські сили Збройних сил України
Військо́во-морські́ си́ли Збро́йних сил Украї́ни (абр. ВМС ЗСУ) — вид Збройних сил України, призначений для захисту суверенітету і державних інтересів України на морі, розгрому угруповань військово-морських сил противника, сприяння Сухопутним військам Збройних сил України на приморському напрямку.
ВМС ЗСУ призначені для стримування, локалізації та нейтралізації збройного конфлікту, а за необхідності — припинення збройної агресії з моря як самостійно, так і у взаємодії з іншими видами Збройних сил України, військовими формуваннями та правоохоронними органами відповідно до Конституції України законами України та іншими нормативно-правовими актами, виходячи з принципів міжнародного права та загальних засад військового мистецтва.
У складі ВМС ЗСУ до початку російсько-української війни проходило службу 15470 осіб, на озброєнні перебували 1 фрегат, 5 корветів, 3 тральщики, 2 десантні кораблі, 1 підводний човен, 49 допоміжних кораблів і 35 літаків.
Станом на 2025 рік за допомогою іноземних партнерів Україні вдалось відновити Військово-морські сили, які налічували 90 кораблів та катерів.

## Історія

### Передісторія
Історія українського флоту сягає часів Київської Русі. За тих днів руський княжий флот забезпечував торгову безпеку у Чорному і Азовському морях. Існували віддалені руські морські торгові і державні колонії Тмутороканського князівства, на Дунаї, Дону і Волзі.
Літописні джерела, серед яких «Повість минулих літ», розповідають про походи княжого флоту на Царгород, який на той час був столицею могутньої Візантійської імперії.
Українські козаки успішно воювали проти турків на Дніпрі і у Чорному морі, досягаючи Царгорода (Константинополь). Тодішній флот розташовувався на Січі. Його основу складали легкі плоскодонні човни — «Чайки». Висока маневровість та невеликі розміри дозволяли козацьким чайкам непомітно нападати на кораблі противника. Козаки могли тримати свій флот у річкових плавнях і в найбільш неочікувану мить завдати вирішального удару супротивнику. У складі Чорноморського козацького війська існувала та успішно діяла під час другої російсько-турецької війни Чорноморська козацька флотилія створена 1783 року, як підрозділ Військо вірних запорожців.

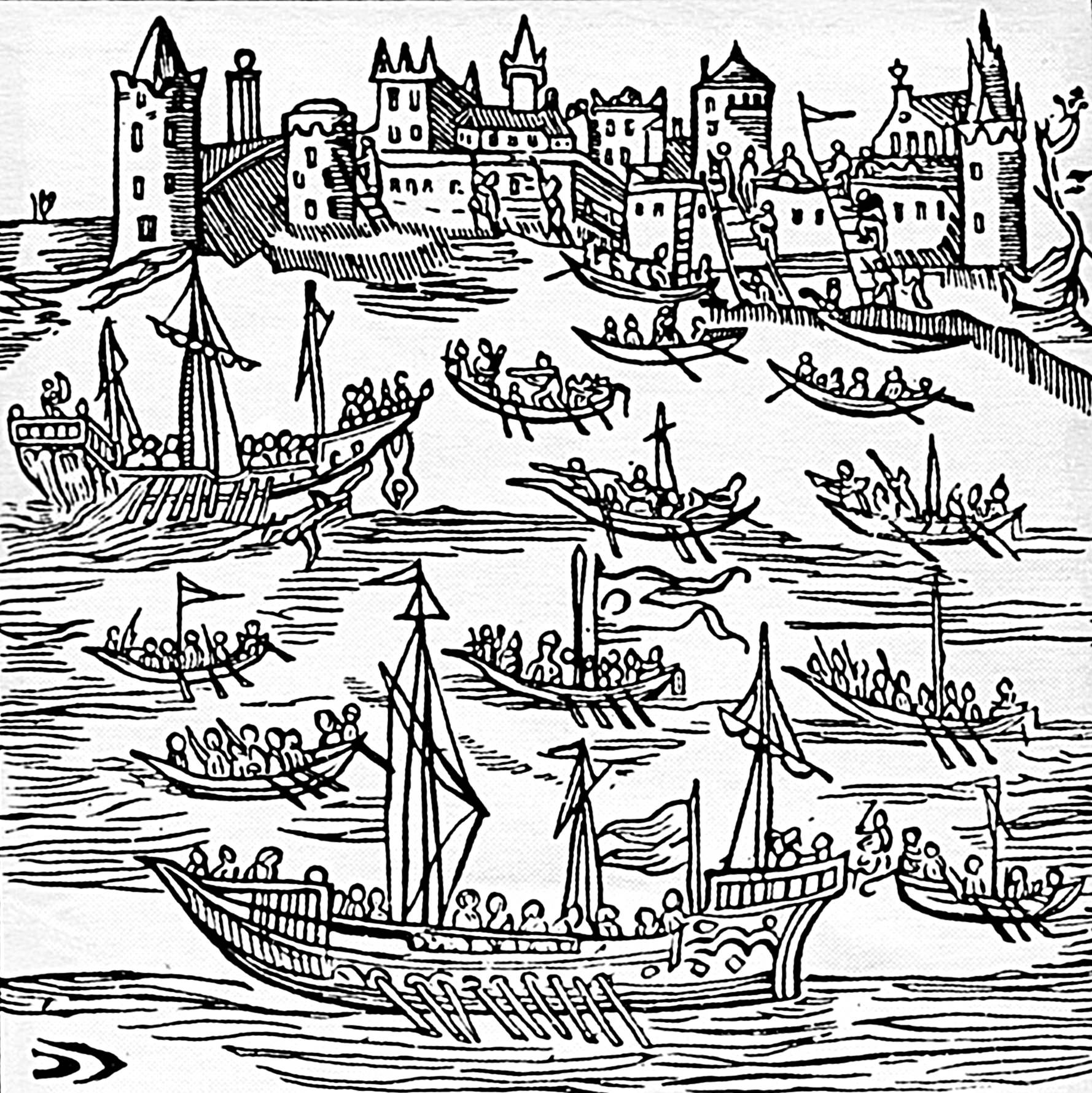
Запорожці на «чайках» під головуванням гетьмана Петра Сагайдачного знищують турецький флот і захоплюють Кафу в 1616.

У 1917—1921 роках Українська Народна Республіка та Українська Держава мали Український Державний Флот.
12 листопада 1917 року більшість особового складу крейсера «Пам'ять Меркурія» (підпорядковувався Центральній раді з 12 листопада 1917 по 17 січня 1918 р.) ухвалила рішення підняти синьо-жовтий прапор, який був прапором України. 29 квітня 1918 року кораблі Чорноморського флоту перейшли під юрисдикцію Української Народної Республіки.
- Українські військові кораблі в порту Севастополя, 1918
- Блакитно-жовтий прапор на крейсері Пам'ять Меркурія, листопад 1917

За часів Української Народної Республіки російський імператорський Чорноморський флот перейшов під український прапор.
За часів Української Держави весь Чорноморський флот увійшов до складу українських військово-морських сил.
Після провалу української національної революції та встановлення радянської влади над півднем України, 25 січня 1921 року голова РНК України Християн Раковський підписав постанову про підпорядкування всіх флотів та флотилій Чорного та Азовського морів більшовицькому військовому керівництву. Так почалася доба радянської історії українського флоту.
Під час Другої світової війни, Чорноморський флот СРСР вів активну боротьбу з сухопутними та морськими військами країн Осі, брав участь в обороні Севастополя.

### Після відновлення Незалежності України
Новий етап у історії українського флоту розпочався після проголошення Акту про Державний суверенітет України (16 липня 1990) та Декларації про незалежність (24 серпня 1991) — після відновлення Україною державності, вона повинна була отримати і власний флот, оскільки зробила свій внесок у розбудову Військово-морських сил СРСР.
У січні 1992 року Україна розпочала формування власних Збройних Сил та створення Військово-Морських Сил. У зверненні першого Президента України — Верховного Головнокомандувача Збройних сил України Леоніда Кравчука до військовослужбовців угруповань військ, що базувалися на українській території, відзначалось, що вони входять до складу Збройних Сил України, а особовому складу необхідно до 20 січня 1992 прийняти військову присягу на вірність народу України.
18 січня 1992 року особовий склад 3-ї школи водолазів Чорноморського флоту у м. Севастополі під керівництвом капітана 3 рангу Олександра Клюєва склав присягу на вірність народу України.
26 січня 1992 року прийняла присягу 17-та бригада кораблів охорони водного району Кримської військово-морської бази (командир — капітан 2 рангу Шалит Ю. В.).
29 січня 1992 року Міністр оборони України генерал-полковник Костянтин Морозов направив телеграму командувачу ЧФ з вимогою привести флот до присяги Україні.
22 лютого 1992 року склав присягу на вірність народу України 880-й окремий батальйон морської піхоти ЧФ (командир — майор Рожманов В. Г.). У лютому-березні 1992 прийняли присягу на вірність Україні особовий склад протичовнового корабля «Сметливый», батальйон морської піхоти, екіпаж крейсера «Михаил Кутузов», екіпаж підводного човна дивізії підводних човнів.
3-5 квітня 1992 року в Києві проходив 3-й з'їзд Спілки офіцерів України за участі офіцерів і мічманів Чорноморського флоту. Капітану 1 рангу Є. Лупакову, полковнику В. Індилу, капітанам 2 рангу В. Шишову, М. Тихонову, Ю. Шалиту, капітанам 3 рангу О. Пляшечникову, О. Клюєву, майору В. Рожманову, старшому лейтенанту М. Рудю та іншим флотським делегатам за сприяння народного депутата України С. Хмари вдалося зустрітися із заступником Голови Верховної Ради України В.Дурдинцем і Міністром оборони України генерал-полковником К. Морозовим та визначити невідкладні заходи формування ВМС України. Діяльність Спілки офіцерів України щодо відродження національних ВМС була винятково вагомою. Саме офіцери — активні члени Спілки першими складали присягу на вірність Українському народові, проводили активну роз'яснювальну роботу, опрацьовували проєкти перших нормативно-правових документів у військово-морській галузі, стали першими керівниками відроджених ВМС.
6 квітня 1992 року представник Міністерства оборони України на Чорноморському флоті капітан 1 рангу Євген Лупаков очолив створену організаційну групу ВМС України, яка розпочала практичну робота по розбудові національного флоту в умовах інформаційного, а часто і силового спротиву Чорноморського флоту і місцевих проросійських сил, які всебічно підтримувалися і забезпечувалися військово-політичним керівництвом Російської Федерації. 7 квітня над будівлею на Історичному бульварі Севастополя, де тимчасово розміщувалася організаційна група, майор Геннадій Варицький встановив Державний прапор України.
8 квітня 1992 року було видано Директиву Міністра оборони України № Д-8 «Про формування Військово-Морських Сил України», якою генерал-полковник К. Морозов поставив завдання розпочати формування ВМС України зі штабом в м. Севастополі.
У квітні 1992 року коли офіцери штабу Кримської бази мали складати присягу Україні, до Новоозерного ввели бойову техніку 361-го полку 126-ї дивізії берегової оборони Чорноморського флоту. До озера Донузлав увійшли два ракетні катери й два корвети, заблокувавши кораблі, особовий склад яких склав українську присягу.
У квітні 1992 року до Севастополя прибули Головнокомандувач ВМФ Росії адмірал Володимир Чернавін та віце-президент Росії Олександр Руцькой, які заявили, що Чорноморський флот був і залишиться російським. Офіційне керівництво Росії закликало моряків не присягати Україні, а усі військовослужбовці, які присягнули Україні, були усунуті з посад. У квітні 1992 Президент Росії Борис Єльцин підписав указ про перехід Чорноморського флоту під юрисдикцію Росії.
9 липня 1992 року склав українську присягу особовий склад військової комендатури Севастопольського гарнізону — пункту управління Головної бази ЧФ. Це був удар у самісіньке серце проросійських сил. 10 липня о 12:25 у 810-й бригаді морської піхоти зіграли бойову тривогу, яка перетворилася на бойову готовність «Повна»: особовому складу видали бронежилети й набої. Російська десантно-штурмова група з 25 осіб увійшла до комендатури.
Проблема розподілу Чорноморського флоту СРСР, який опинився на території незалежної України постала досить гостро. Росія бажала отримати більшу частину кораблів та ресурсів флоту, а окрім того активно використовувала його у своїй шовіністичній політиці в Криму.

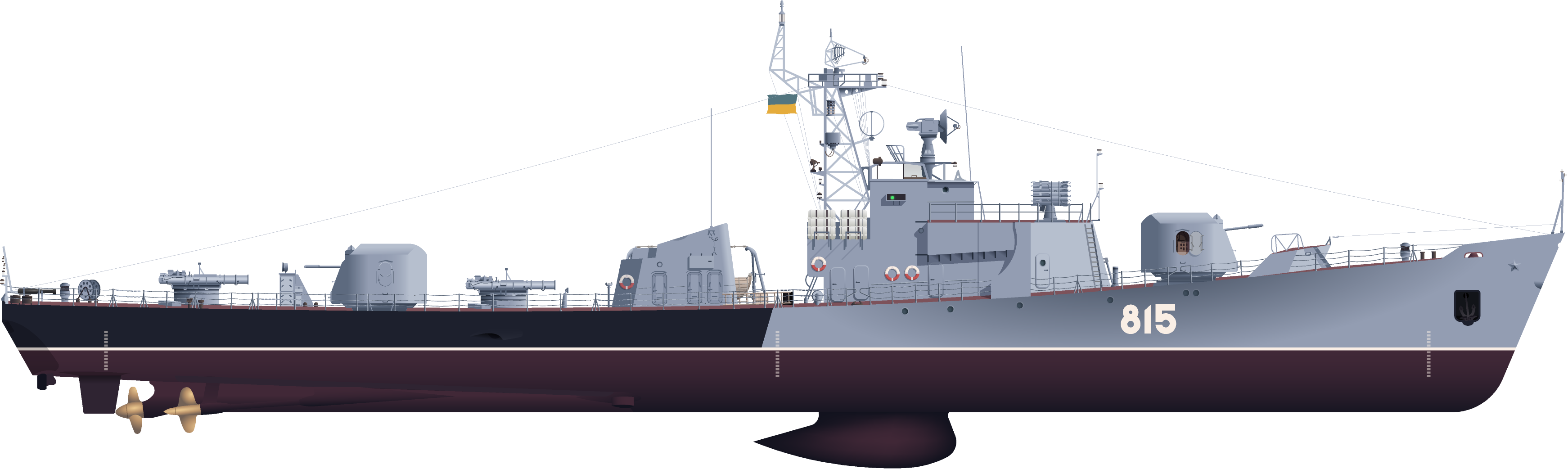
СКР-112 під час повстання

Двоякими були і настрої серед особового складу флоту: частина офіцерів не бажала перейти на службу під Український прапор, інша — навпаки прагнула служити молодій Україні. Були і випадки радикальних дій з боку проукраїнських офіцерів та екіпажів бойових кораблів. Приклад тому — Повстання на сторожовому кораблі СКР-112, яке сталося 21 липня 1992. Тоді команда сторожового корабля СКР-112 вирішила підняти національний прапор України, що передбачало вихід корабля зі складу Чорноморського флоту. Такі дії, що прямо суперечили офіційній політиці Кремля, викликали неприховане обурення командування ЧФ Росії. З метою змусити екіпаж СКР-112 відмовитися від присяги на вірність українському народові, з російського боку був застосований прямий тиск із залученням сторожового корабля «Разітєльний», двох протичовнових літаків Бе-12 та інших кораблів і особового складу. Тільки злагоджені дії з боку проукраїнських військовиків та керівництва ВМС України унеможливили подальший розвиток конфлікту.

### Поділ Чорноморського флоту
У 1992—1997 роках відбулася низка зустрічей українського та російського Президентів, інших керівників обох країн, на яких проведені переговори та підписані угоди про розподіл Чорноморського Флоту, про статус міста Севастополя, про умови та термін тимчасового перебування Чорноморського флоту ВМФ Росії в Криму.
6 квітня 1992 року президент України Леонід Кравчук, видав указ «Про невідкладні заходи по будівництву Збройних Сил України», п. 2 якого стосувався переведення ЧФ під юрисдикцію України.
7 квітня 1992 року президент Росії Борис Єльцин, оголосив його власністю Росії. Щоб уникнути відкритої конфронтації, президенти відкликали укази. Після цього країни почали ділити флот за столом переговорів.
23 червня 1992 року в угоді між Україною і Російською Федерацією про подальший розвиток міждержавних відносин Президенти України та РФ погодились на договірній основі використовувати наявну систему базування і матеріально-технічного забезпечення ЧФ та утриматись від односторонніх дій до завершення переговорів.
3 серпня 1992 року була укладена угода про принципи формування ВМС України та ВМФ Росії на базі Чорноморського флоту колишнього СРСР у якій встановлювалось, що Чорноморський флот підлягає розподілу з метою створення на його базі ВМС України на ВМФ Російської Федерації, на перехідний період, який триває до 1995 включно, призначається консенсусом Об'єднане Командування Чорноморським флотом.
15 січня 1993 року була укладена міжурядова угода про співробітництво в галузі кораблебудування та судноремонту за умовами якої українська сторона зобов'язувалась здійснити на кошти РФ добудову на суднобудівних і судноремонтних підприємствах України і передавання до складу ВМФ Росії недобудованих кораблів, суден і плавучих технічних засобів зі ступенем готовності понад 50 відсотків.
Під час спільного використання Чорноморського флоту українська сторона розпочала також вводити до складу військово-морських сил України новозбудовані кораблі, закладені ще за часів СРСР. У червні 1993 розпочав ходові випробування побудований на заводі «Ленінська кузня» малий протичовновий корабель «Луцьк». 14 липня 1993 з керченського суднобудівного заводу «Залив» до Севастополя прибув фрегат «Гетьман Сагайдачний».
17 червня 1993 року відбулася зустріч Леоніда Кравчука з Борисом Єльциним під Москвою, де було підписано угоду про заходи з формування ВМС України та ВМСФ Росії на базі Чорноморського флоту, у якій регулювалось питання про розподіл ЧФ між Україною та РФ у співвідношенні 50 на 50 відсотків. Надалі кожна країна мала право формувати власні ВМС. Крім того, Росія пообіцяла допомагати Україні у вирішенні соціально-економічних проблем в Севастополі та інших регіонах, де розміщуватиметься російський морський флот.
Але вже 3 вересня 1993 року, під тиском Росії щодо сплати Україною заборгованості за спожитий газ, Президенти України та РФ у складі так званих Масандрівських угод підписали протокол про врегулювання проблем Чорноморського флоту, яким державним делегаціям РФ і України доручалось опрацювати питання, пов'язані з розробкою угоди, відповідно до якої весь ЧФ з усією його інфраструктурою в Криму мав використовуватись Росією і отримати російську символіку. У засобах масової інформації протокол оприлюднений не був.
9 квітня 1994 року з Одеської військово-морської бази російська сторона в односторонньому порядку під прикриттям ударної корабельної групи ЧФ та під загрозою використання зброї вивела до Севастополя гідрографічне судно «Челекен» з демонтованим без погодження з українською стороною радіонавігаційним обладнанням. Запобігаючи незаконному вивезенню флотського майна до Росії, керівництво України обґрунтовано блокувало окремі тилові підрозділи ЧФ, які перебували поза межами Криму.
10 квітня 1994 року спецпризначенцями Збройних Сил України був узятий під контроль район дислокації 130-го окремого дивізіону консервації кораблів Чорноморського флоту в Одесі. Операцією керував командувач ВМС України віце-адмірал Володимир Безкоровайний, який перебував у Одесі на кораблі управління «Славутич». Під час цього заходу було заарештовано кілька військовослужбовців ЧФ, які намагалися чинити опір українським спецпризначенцям. У відповідь на ці дії командування ЧФ підвищило бойову готовність 810 окремої бригади морської піхоти. Усі бойові кораблі ЧФ РФ отримали розпорядження повернутися до головної Севастопольської бази. Одночасно, за наказом командувача ЧФ, припиняється подача електроенергії на командний пункт 174-ї зенітно-ракетної бригади військ ППО України.
15 квітня 1994 року президентами України та РФ була укладена чергова угода про поетапне врегулювання проблем Чорноморського флоту, згідно з якою ВМС України і ЧФ РФ мали базуватись роздільно, при цьому Україна отримала б 15-20 відсотків кораблів і суден ЧФ.
9 червня 1995 року у м. Сочі новообраним президентом України Леонідом Кучмою та президентом РФ укладена угода щодо Чорноморського флоту, у якій встановлено, що основною базою ЧФ РФ з розміщенням у ній штабу ЧФ РФ є м. Севастополь, ЧФ РФ використовує об'єкти Чорноморського флоту в м. Севастополі та інші пункти базування і місця дислокації корабельного складу, авіації, берегових військ, об'єктів оперативного, бойового, технічного і тилового забезпечення в Криму.
Зі стану, що існував на 3 серпня 1992 року, Україні передавалось 18,3 %, Російській Федерації — 81,7 % кораблів та суден Чорноморського флоту.
3—4 серпня 1995 року експертами Міністерства економіки разом з експертами Міністерства оборони України попередньо було визначено вартість оренди об'єктів, інфраструктури та оцінкова вартість кораблів та суден, які передаються ЧФ. Робочими групами для проведення взаєморозрахунків у зв'язку з розподілом Чорноморського флоту, утвореними відповідно до розпорядження Кабінету Міністрів України від 11 квітня 1996 № 273-р, підраховано, що ЧФ РФ на території України використовує 18 232,62 га земель, на яких розташовано 4 591 будівлю та споруду (з них у Севастополі — 312,49 га земель, 3 571 будівля та споруда, поза межами міста — 14 920,13 га земель та 1020 будівель та споруд). Акваторія бухт у Севастополі та Феодосійському порту, які використовує ЧФ РФ, складає відповідно 1872820 м² та 99400 кв. м. Визначено, що оцінкова вартість кораблів та суден, що передаються ЧФ РФ в порядку взаємозаліку (127 кораблів та суден) складає 2 992,78 млн. доларів США. Також проведені розрахунки плати за забезпечення використання повітряного простору України силами і засобами ЧФ РФ та за використання радіочастотного ресурсу України.
З 29 липня по 1 серпня 1996 року було проведено перші оперативно-тактичні навчання Військово-Морських Сил України «Море-96» які відбулись під прапором Верховного Головнокомандувача Збройних Сил України.
28 травня 1997 року прем'єр-міністри України та Росії Павло Лазаренко та Віктор Черномирдін підписали міжурядові угоди про параметри поділу ЧФ, про взаємні розрахунки, пов'язані з поділом Чорноморського флоту та перебуванням ЧФ на території України та про статус і умови перебування на території України Чорноморського флоту Росії, термін дії якої був встановлений до 2017. Зазначені угоди були ратифіковані Верховною Радою України 24 березня 1999.
1 червня 1997 року розпочався 3-й етап розподілу об'єктів ЧФ, протягом якого до складу ВМС України було прийнято великий підводний човен «Запоріжжя» (Б-435), три фрегати — «Севастополь» («Разительный»), «Дніпропетровськ» («Беззаветный»), «Миколаїв» («Безукоризненный»), корвети «Одеса» і «Суми», морські тральщики «Черкаси» і «Жовті Води», три ракетних катери — всього 11 бойових кораблів, 39 суден забезпечення, 4 командні пункти, 2 вузли зв'язку, 2 госпіталі тощо. Всього у процесі розподілу ЧФ до складу ВМС України було прийнято 43 кораблі, 132 судна і катери, 12 літаків, 30 гелікоптерів, 227 берегових об'єктів, а також інша техніка, озброєння та боєприпаси, які у більшості випадків виявилися непридатними до застосування. Особливо занедбаними були бойові кораблі, які повністю були виведені з ладу, жоден з них не мав можливості самостійно вийти в море. Однак, за рішенням тодішнього командувача ВМС адмірала Михайла Єжеля все приймалося у стані, який був на момент приймання непридатним для використання, без висування жодних претензій до російської сторони. Чорноморський флот не передав ВМС ЗС України жодного об'єкту в центрі міста і жодного військового закладу культури у Севастополі.
21 квітня 2010 року президент України Віктор Янукович та президент РФ Володимир Путін підписали угоду з питань перебування ЧФ РФ на території України, якою дію угоди про статус та умови перебування ЧФ РФ на території України продовжено «на двадцять п'ять років з 28 травня 2017 з наступним автоматичним подовженням на наступні п'ятирічні періоди, якщо жодна зі Сторін не повідомить письмово іншу Сторону про припинення їх дії не пізніше, ніж за один рік до завершення терміну дії».

### Міжнародна співпраця й участь у миротворчих операціях
У 1993 році 2 вертольоти морської авіації Ка-27 555-го окремого протичовнового вертолітного полку брали участь у гуманітарній місії в Грузії.
17 березня 1994 року, під час офіційного візиту Міністра оборони України генерала армії України Віталія Радецького та командувача ВМС України віце-адмірала Володимира Безкоровайного до Румунії, було підписано угоду про співпрацю між оборонними відомствами двох держав, в тому числі і в питаннях взаємодії їх флотів. Ця угода стала першим офіційним документом міждержавного рівня в форматі міжнародного військового співробітництва сучасних Військово-Морських Сил України.
У червні 1994 року флагман «Гетьман Сагайдачний» здійснив офіційний візит до Франції до французького міста Руан на святкування 50-річчя висадки союзних військ у Нормандії «Армада свободи». Там він став одним з найпопулярніших кораблів, його відвідали понад 10 тисяч гостей. Після завершення свята «Армада свободи» на зворотному шляху до берегів Батьківщини «Гетьман Сагайдачний» провів успішні навчання з французьким вертольотоносцем «Жанна Д'арк».
3 березня 1995 року фрегат «Гетьман Сагайдачний» розпочав перший у новітній історії ВМС ЗС України похід в Індійський океан. Тоді він успішно здійснив плавання в непростих навігаційних умовах, пов'язаних із проходом вузини та інтенсивним судноплавством. Під час походу українські військові моряки пройшли Суецький канал і здійснили захід в столицю Об'єднаних Арабських Еміратів Абу-Дабі. Саме там проходила виставка озброєння «Айдекс-95», на якій свій перший крок до світового ринку торгівлі зброєю та військовою технікою зробила й Україна.
У вересні 2013 року український флот залучений до боротьби з сомалійськими піратами, дії яких завдають значної шкоди мореплавству. Для цього до берегів Сомалі відправився флагман Українських ВМС фрегат «Гетьман Сагайдачний». Але через російську агресію у Криму, корабель був вимушений завчасно припинити похід та повернутися в Україну.
У 2014 році під час громадянської війни в Лівії десантний корабель «Костянтин Ольшанський» успішно евакуював із зони бойових дій 193 людини, серед яких 85 громадян України

### Кримська криза
Після революційних подій та усунення президента Януковича, у Криму розпочалися активні виступи проросійських сил. Для їх підтримки, 26 лютого російські війська починають вторгнення в Україну. Українські війська, дислоковані у Криму, не чинили збройного опору агресорам, обмежившись обороною місць дислокації та військової інфраструктури. У перші дні конфлікту українські кораблі, що стоять у Криму, не покинули півострів і були заблоковані на своїх базах. Також російські війська заблокували всі берегові об'єкти українських ВМС, серед них і штаб та сили берегової оборони. У Севастополі для блокування українських кораблів росіяни використовували буксири, які виставлялися за декілька сотень метрів від причалів, що робило неможливим активне маневрування заблокованих кораблів у вузьких севастопольських бухтах. Щоби заблокувати українські кораблі на озері Донузлав російські військові затопили чотири судна, в тому числі списаний протичовновий корабель «Очаків». З моря український флот блокувала група російських кораблів на чолі з ракетним крейсером «Москва».
Заблокованим кораблям та військовим частинам росіяни висунули ультиматум: здатися, або перейти на їхній бік. Але жодна військова частина, жоден корабель не виконали ультиматуму, залишившись вірними українській присязі. Водночас, присягу зрадив новопризначений командувач українських ВМС контр-адмірал Денис Березовський, що 2 березня перейшов на бік агресора. Терміново на його місце був призначений контр-адмірал Сергій Гайдук.
Ніхто з учасників конфлікту не застосовував зброю на ураження, але російські війська неодноразово намагалися захопити українські кораблі та військові об'єкти. При цьому в атаках часто брали участь бойовики з кримської самооборони та проросійські активісти. 2 березня російські військовики за допомогою бронетранспортера намагалися захопити склади зброї на території 191-го навчального загону ВМС. Під час атаки українські офіцери стали живим щитом перед бронетехнікою і не дали противнику заволодіти зброєю. 4 березня відбулася спроба захопити корабля управління «Славутич». До нього підійшов буксир із озброєною спецгрупою на борту та намагався взяти корабель на абордаж, але екіпаж «Славутича» відбив атаку. Найбільшим досягненням українських ВМС у цей період стала успішна евакуація літаків та вертольотів Морської авіаційної бригади із заблокованого аеродрому біля міста Саки. 9 березня це летовище захопили російські війська за підтримки місцевих сепаратистів, ставши першим важливим об'єктом українських ВМС, який вдалося захопити агресорам.
Під час конфлікту на українських військовиків регулярно чинили моральний тиск: росіяни постійно висували ультиматуми, погрожуючи штурмом із застосуванням зброї, а сепаратисти погрожували кримінальними справами за надуманими звинуваченнями. Коли такі методи не діяли, вони вдавалися до викрадень українських військовослужбовців та погроз їхнім сім'ям.
Після офіційної анексії Криму Росією 18 березня, агресори різко активізували свої дії. На той час територію півострова повністю контролювали російські війська, а продуктів харчування і питної води в заблокованих частинах вистачало тільки на 7-10 днів. Крім того значно знизився моральний дух військовослужбовців.
19 березня 2014 року бойовики кримської самооборони захопили штаб ВМС України, під час штурму командир українського флоту контр-адмірал С. Гайдук був викрадений та вивезений у невідомому напрямку. У той же день опір припинили війська берегової оборони. До 21 березня майже всі українські кораблі були захоплені або здалися добровільно, в строю залишилися тільки шість кораблів: один у Севастополі (корабель управління «Славутич») і п'ять на озері Донузлав (ВДК «Костянтин Ольшанський», СДК «Кіровоград», корвет «Вінниця», тральщики «Чернігів» і «Черкаси»). Того ж дня, 21 березня, українські кораблі на Донузлаві спробували вирватися із блокади, але невдало. 22 березня російські війська захопили «Вінницю» і «Славутич», а «Чернігів» і «Кіровоград» — здалися самі. 23 березня був захоплений 72-й центр інформаційно-психологічних операцій. В ніч 24 березня окупанти штурмом захопили місце розташування 1-го батальйону морської піхоти у Феодосії, а 80 українських військовослужбовців, які чинили активний опір — узяли в полон. Вечором того ж дня був захоплений «Костянтин Ольшанський». Також 24 березня російські війська двічі атакували тральщик «Черкаси», але команда корабля відбила атаки. Тільки наступного дня, після двогодинного штурму із застосуванням спецпризначенців, вертольотів та швидкісних катерів агресори змогли захопити корабель.
Загалом у підсумку кримських подій флот утратив 51 корабель, під українським прапором залишилися тільки 10 кораблів та допоміжних суден, в тому числі флагман «Гетьман Сагайдачний». Із військовослужбовців українських ВМС 1/3 залишилися служити України, ще третина звільнилася, а інші перейшли на бік окупантів. Також через російську агресію Україна втратила ключові військово-морські бази та розвинену інфраструктуру для базування флоту.
Росія спочатку планувала привласнити собі захоплені кораблі і включити частину із них до свого флоту. Але Україні шляхом переговорів вдалося вмовити російську сторону повернути кораблі. І вже 11 квітня Україна отримала назад ракетний катер «Прилуки» і танкер «Фастів». Станом на 3 червня Росія повернула 35 кораблів, але в Криму залишились ряд бойових кораблів — серед них: «Костянтин Ольшанський», «Тернопіль», «Хмельницький», «Луцьк» і «Придніпров'я».
Після анексії Криму Росією, велика кількість службовців та офіцерів флоту перейшла на службу до Російської Федерації, або звільнилася зі служби. Серед них були члени командування ВМС. Український флот зібрав та оприлюднив перелік зрадників та дезертирів.
- віце-адмірал Сергій Єлісєєв, перший заступник командувача ВМС ЗС України;
- контр-адмірал Дмитро Шакуро, начальник штабу — перший заступник командувача ВМС ЗС України;
- контр-адмірал Денис Березовський, заступник командувача ВМС ЗС України з бойової підготовки — начальник управління;
- полковник Сергій Тархов, помічник начальника штабу Командування ВМС з організації та підтримки міжнародних зв'язків
- мічман Сергій Горбачов, головний старшина ВМС ЗС України;
- Адміністративне управління — 5 офіцерів;
- Оперативне управління — 17 офіцерів;
- Розвідувальне управління — 8 офіцерів;
- Фінансово-економічне управління — 6 офіцерів.

15 квітня 2016 року указом Президента України Петра Порошенка Сергій Гайдук був звільнений з посади командувача Військово-Морських Сил Збройних Сил України. Президент обґрунтував своє рішення позицією волонтерів та громадськості і системними недоліками у виконанні службових обов'язків, а також низьким авторитетом С. Гайдука серед службового складу.
15 січня 2018 року, в українських ЗМІ було оприлюднено повний список захоплених в 2014 році Росією, під час російської інтервенції та окупації Криму кораблів і суден Військово-Морських Сил Збройних Сил України, які, згідно заяви президента РФ В. Путіна від 11 січня, він готовий передати Україні. Серед них: великий підводний човен «Запоріжжя», протичовнові корвети «Тернопіль», «Луцьк», «Хмельницький», великий десантний корабель «Костянтин Ольшанський», ракетний корвет «Придніпров'я», протичовновий корвет «Ужгород», великий розвідувальний корабель «Славутич», протидиверсійний катер «Феодосія», катер-торпедолов «Херсон», рятувальне буксирне судно «Кременець», рейдовий буксир «Дубно», великий гідрографічний катер «Сквира», судно-нафтосміттєзбирач «МКС-482», рейдовий катер проєкту 1394а «РРКа-603», плавучий кран «Каланчак», навчально-тренувальне судно «Велика Олександрівка», рейдовий роз'їзний катер «РК-1931», базовий тральщик «Маріуполь», ракетний корвет «Кременчук», суховантаж-баржа «Новгород Сіверський», морський катер «Конотоп», морський водоналивний танкер «Бахмач», морський збройовий транспорт «Джанкой», морське водолазне судно «Вільногірськ», рейдовий катер «РВК -1935», малий гідрографічний катер «МГК-1694», морські тральщик «Чернігів» та «Черкаси», базовий тральщик «Мелітополь», рейдовий катер «РК-002», яхти «Гермес», «Фіолент», «Ліра», «Антика», «Спрей» та «Юнона».
Відповідно до Указу Президента України № 39/2018 у структурі Військово-Морських Сил відбуваються зміни відповідно до створення Командування морської піхоти.
|                                            |  |  |
| Ювілейна монета НБУ присвячена ВМС України |  |  |

Документ передбачає скорочення посад у командуванні ВМС ЗС України:
- «Начальник Озброєння»;
- «Начальник Тилу»;
- «Заступник командувача з берегової оборони».

Натомість буде створена посада «Заступник командувача з логістики-начальник логістики», що буде опікуватися питаннями тилового забезпечення та озброєння.
Також у структурі ВМС було створено Командування морської піхоти, з Командувачем та начальником штабу — першим заступником командувача.
29 квітня 2018 року на Церемонії відзначення 100-річчя підняття Українських прапорів на кораблях Чорноморського флоту та Севастопольській фортеці в Одесі було помічено, що ВМС України перейшли на класифікацію кораблів за номером вимпела, яка прийнята багатьма військовими флотами світу, в тому числі поширена й серед європейських країн — членів НАТО. Відповідно до такої класифікації кожен корабель отримує унікальний номер вимпела. Система була запроваджена у ВМС Великої Британії, ще перед Першою світовою війною, для розрізнення кораблів, спрощення зв'язку і кодування та з часом зазнавала змін. Згодом була стандартизована для НАТО (у США використовують іншу систему).
Сучасний номер складається з буквеної (префікс) та цифрової частини. Префікс вказує на клас корабля, наприклад F (Frigates) — фрегати (корвети), L (Landing vessels) — десантні, М (Minesweepers) — мінно-тральні та інше. Крім того кожній країні, що приєдналася чи приєднається до системи виділяються свої інтервали номерів, що гарантує їх унікальність. Зокрема серед кораблів ВМС ЗСУ в Одесі з новими номерами: морське водолазне судно «Почаїв» — А701 (раніше U701), навчальні катери «Чигирин», «Сміла», «Нова Каховка» — А540, А541 та А542. Префіксом «А» (Auxiliary Vessels) позначаються допоміжні судна.
Цікаво, що номери типу А54Х виділені Данії, а серії А7ХХ Франції, але якщо згідно довідника ACP 113 (AI) номер А701 вільний, то номери А540, А541, А542 носять судна ВМС Данії: Dannebrog, Birkholm та Fyrholm, які перебувають на активній службі.
Серед інших кораблів ВМС — артилерійський катер «Скадовськ», малі бронекатери пр.58155 «Бердянськ», «Вишгород», «Лубни», «Кременчук» та «Нікополь» вже були з бортовими номерами типу P170, P175…Р179 — (Patrol). Вони також зберегли цифрові позначення від старих номерів ВМС ЗСУ типу U170, змінивши лише префікс.
В жовтні 2018 року стало відомо, що керівництво США направило через військового аташе посольства Сполучених Штатів Америки листа на адресу Міністерства оборони України щодо надання військово-технічної допомоги Збройним Силам України, в тому числі і для ВМС ЗС України.
У числі запропонованого розглядається питання щодо отримання фрегатів типу «Олівер Газард Перрі», які знаходяться у розпорядженні ВМС США та можуть бути передані в рамках програми «Надлишкове майно» (Excess Defense Article). Зазначені кораблі можуть значно підвищити обороноздатність ЗС України на Чорноморському та Азовському театрі військових дій.
На початку грудня 2018 року командувачем ВМС було затверджено Стратегію розвитку ВМС України до 2035 року. Зокрема, до 2025 року планується розвивати спроможності для встановлення контролю над територіальними водами (40 морських миль від берега), а до 2030 року — в межах виняткової морської економічної зони (200 морських миль). Стратегія була підготовлена за участі міжнародних партнерів.
27 вересня 2018 року відбулась передача двох катерів типу Island — «Слов'янськ» (P190) та «Старобільськ» (P191) від Берегової охорони США до ВМС ЗС України. 23 жовтня 2019 в Одесі їх було спущено на воду, а 13 листопада цього ж року прийнято до бойового складу ВМС України.
У вересні 2020 року до корабельно-катерного складу ВМС України включено малий броньований артилерійський катер «Костопіль». Катер прийнято після успішного завершення всіх етапів заводських та державних випробувань.
У вересні 2020 року морська авіація ВМС ЗС України отримала два військово-транспортні літаки Ан-26.
1 жовтня 2020 року ВМС отримали власний пункт базування у порту «Південний», де буде розміщено дивізіон патрульних катерів типу Island.
15 грудня 2020 року морпіхи однієї з військових частин Командування морської піхоти ВМС ЗС України отримали на озброєння свого підрозділу нові вітчизняні бронеавтомобілі «Козак-2».
16 грудня 2020 року до порту «Південний» було доставлено новий плавучий причал для ВМС ЗС України, який було побудовано на заводі «Палада» (м. Херсон). Відповідно до державного контракту підприємство побудувало плавучий причал ПЖ-61У для стоянки кораблів, катерів і суден у місці базування ВМС Збройних сил України.

### Російське вторгнення 2022 року
У серпні 2023 року було сформовано 385-ту окрему бригаду морських безпілотних комплексів спеціального призначення у складі Військово-морських сил ЗСУ. 24 серпня президент Володимир Зеленський вручив новоствореній бригаді бойовий прапор. Ця бригада, оснащена морськими безпілотними апаратами стала першим у світі підрозділом такого типу.
17 липня 2024 року згідно Рішення Ради національної безпеки і оборони України та відповідного Указу Президента України від 17 липня 2024 року № 468/2024 введено в дію Стратегію морської безпеки України.

## Структура
Військово-морські сили Збройних сил України
- Морське командування Військово-Морських Сил України (в/ч А0456, м. Одеса)
  - Військово-морська база «Південь» (в/ч А2238, м. Одеса)

|  | 1 дивізіон кораблів охорони рейду | А2951 |
|  | 28 дивізіон допоміжних суден      | А4414 |
|  | 30-й дивізіон надводних кораблів  | А0937 |
|  | 31 дивізіон суден забезпечення    | А1728 |
|  | 22-а окрема радіотехнічна рота    | А2408 |

- - Військово-морська база «Намив» (м. Очаків)

|  | 8-й дивізіон кораблів охорони рейду | А1228 |
|  | 29-й дивізіон надводних кораблів    | А0898 |

- - Військово-морська база «Схід» (м. Бердянськ)

|  | 9 дивізіон надводних кораблів  | А3130 |
|  | 21-а окрема радіотехнічна рота | А1980 |

- - Річкова флотилія Військово-Морських Сил України (м. Київ)
    - 26-й окремий дивізіон річкових катерів
    - 27-й окремий дивізіон річкових катерів

  - Морська авіація

|  | 10 морська авіаційна бригада | А1688 | м. Миколаїв |

- Спеціальні підрозділи

|  | 29 морський розвідувальний пункт                                        | А1430 | Миколаївська область м. Очаків |
|  | 801 окремий загін боротьби з підводними диверсійними силами та засобами | А1420 | м. Одеса                       |

- Тилові підрозділи

|  | 37 окремий полк зв'язку                    | А1492 | Одеська область с-ще Радісне   |
|  | Центр оперативного (бойового) забезпечення | А1032 | смт Чорноморське               |
|  | 84 арсенал мінно-торпедного озброєння      | А2637 | Миколаївська область м. Очаків |

- Навчальні заклади

|  | Військово-морський ліцей                      |       | м. Одеса    |
|  | 198 навчальний центр ВМС                      | А3163 | м. Миколаїв |
|  | 203 Центр підготовки сержантського складу ВМС | А0000 | м. Миколаїв |

- Навчальні заклади іншого підпорядкування, які здійснюють підготовку фахівців для ВМС

|  | Інститут Військово-морських сил Національного університету «Одеська морська академія»                                        |  | м. Одеса |
|  | Відділення військової підготовки Фахового коледжу морського транспорту Національного університету «Одеська морська академія» |  | м. Одеса |

Військово-морські зони ВМС ЗС України «Чорноморська» та «Азовська» (відповідно) включають акваторії вод територіального моря і внутрішні води України Чорного, а також внутрішні води України в Азовському морі та Керченській протоці, річки Дунай, Дністер, Дніпро, а також інші райони морів, які визначаються інтересами держави.

### Пункти базування
- Західна військово-морська база (Одеса, Одеська область)
- Южне, Одеська область.[85]
- Очаків, Миколаївська область.[86]
- Азовська військово-морська база (Бердянськ, Запорізька область, створюється).[87]
- 6 баз перебувають під контролем Росії (детальніше: Анексія Криму Росією):
  - Балаклава, АР Крим
  - Феодосія, АР Крим
  - Керч, АР Крим
  - Севастопольська військово-морська база (Севастополь, АР Крим)
  - Південна військово-морська база (затока Донузлав, смт. Новоозерне, АР Крим)
  - Чорноморське, АР Крим, до 2000-х базувався дивізіон торпедних катерів

Головне місце базування Військово-Морських Сил Збройних Сил України — Одеса.

### Вербувальні центри
- Одеський вербувальний центр[88][89]
- Миколаївський вербувальний центр[90]
- Бердянський вербувальний центр[91]

## Командувачі

Прапор командувача флоту

- 04.1992—10.1993: віце-адмірал Кожин Борис Борисович[92]
- 10.1993—10.1996: віце-адмірал Безкоровайний Володимир Герасимович
- 10.1996—05.2003: адмірал Єжель Михайло Броніславович
- 05.2003—03.2006: віце-адмірал Князь Ігор Володимирович
- 03.2006—03.2010: адмірал Тенюх Ігор Йосипович
- 03.2010—06.2012: адмірал Максимов Віктор Володимирович

* 07.2012—02.2014: адмірал Ільїн Юрій Іванович
- 01—02.03.2014: контр-адмірал Березовський Денис Валентинович. Зрадив присязі і був звільнений.
- 03.2014—04.2016: віце-адмірал Гайдук Сергій Анатолійович
- 04.2016—07.2016: генерал-лейтенант Воронченко Ігор Олександрович (в.о.)
- 02.07.2016—11.06.2020: адмірал Воронченко Ігор Олександрович[93]
- з 11.06.2020: віцеадмірал Неїжпапа Олексій Леонідович[94]

## Роди сил Військово-Морських Сил України

### Надводні сили

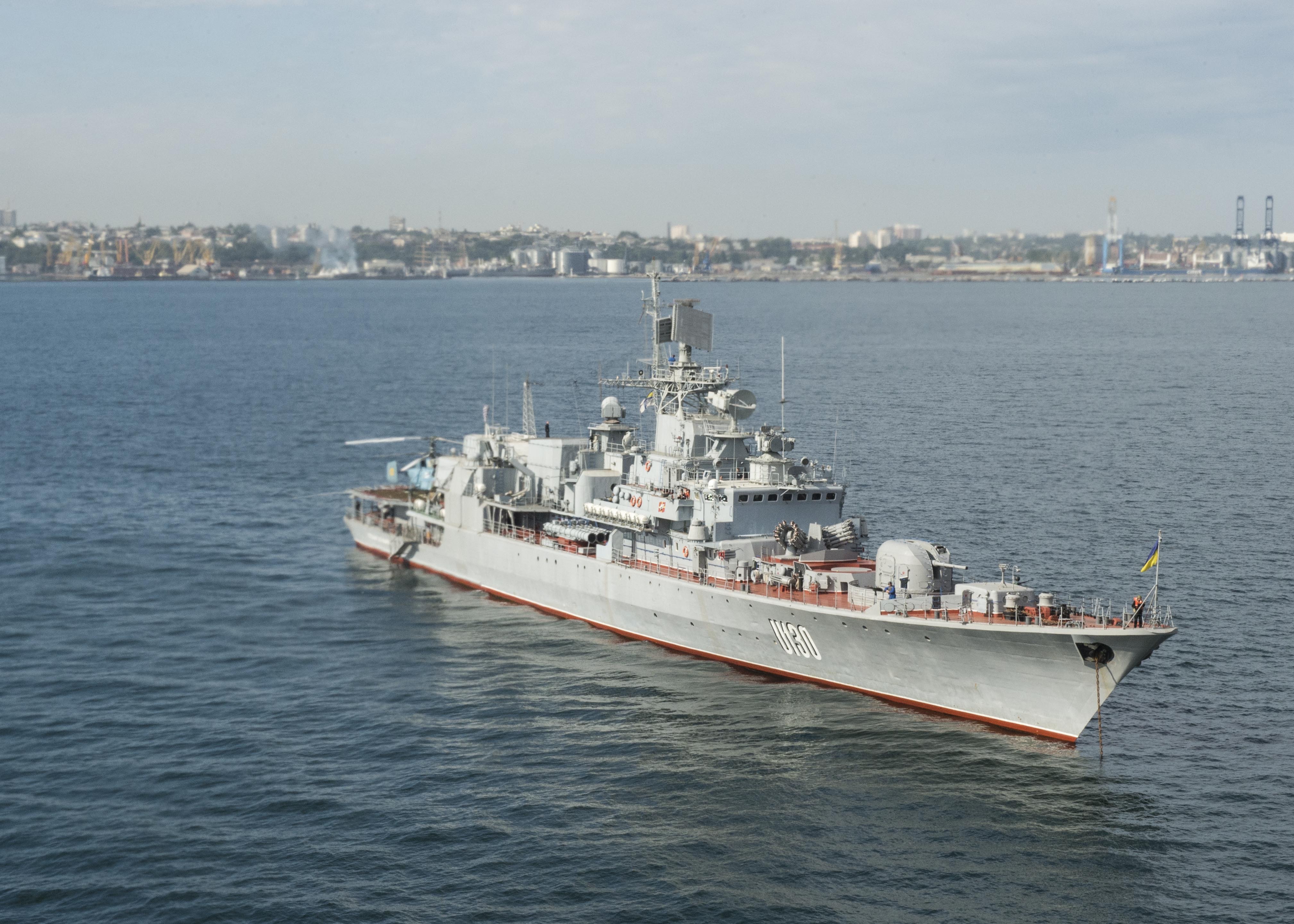
Фрегат ВМС України Гетьман Сагайдачний

Надводні сили ВМС призначені для пошуку та знищення корабельних угруповань і підводних човнів противника, захисту пунктів базування і морських комунікацій, постановки мінних та сіткових загороджень, порушення морських комунікацій противника, участі у вогневій підтримці Сухопутних військ на узбережжі, забезпечення висадки морських десантів, ведення розвідки та радіоелектронної боротьби, пошуку та рятування екіпажів літальних апаратів, надводних суден, підводних човнів, які зазнали аварії.
Вони у своєму складі мають: багатоцільові кораблі, ракетні катери, артилерійські, мінно-тральні, десантні кораблі, катери, кораблі спеціального призначення, морські та рейдові судна і катери забезпечення. Основним тактичним з'єднанням надводних сил є бригада.

### Підводні сили
Підводні сили ВМС призначаються для пошуку і знищення підводних і надводних кораблів і суден противника, ведення розвідки, висадки диверсійних груп на узбережжя противника, виконання мінних постановок та вирішення інших завдань. Представлені єдиним підводним човном «Запоріжжя», який з 2014 року захоплений Чорноморським флотом Росії.

### Морська авіація
Морська авіація є тактичним з'єднанням, організаційно зведеним у морську авіаційну групу, яка входить до складу 10-ї морської авіаційної бригади. Морська авіація має на озброєнні літаки та вертольоти наземного і корабельного базування і включає: протичовнову, транспортну та пошуково-рятувальну авіацію.
|       |
| Бе-12 |

|       |
| Ка-27 |

|       |
| Мі-14 |

### Берегова оборона
До складу берегової оборони входять частини морської піхоти та ракетно-артилерійські війська.
Внаслідок російської агресії, Україна втратила усі пункти базування та озброєння військ берегової оборони, але згодом Росія погодилась повернути частину захопленого озброєння. Більша частина особового складу перейшла на бік агресора, або звільнилася із збройних сил, а 450 військовослужбовців, які залишилися вірними українській присязі, були виведені із Криму.

#### Морська піхота

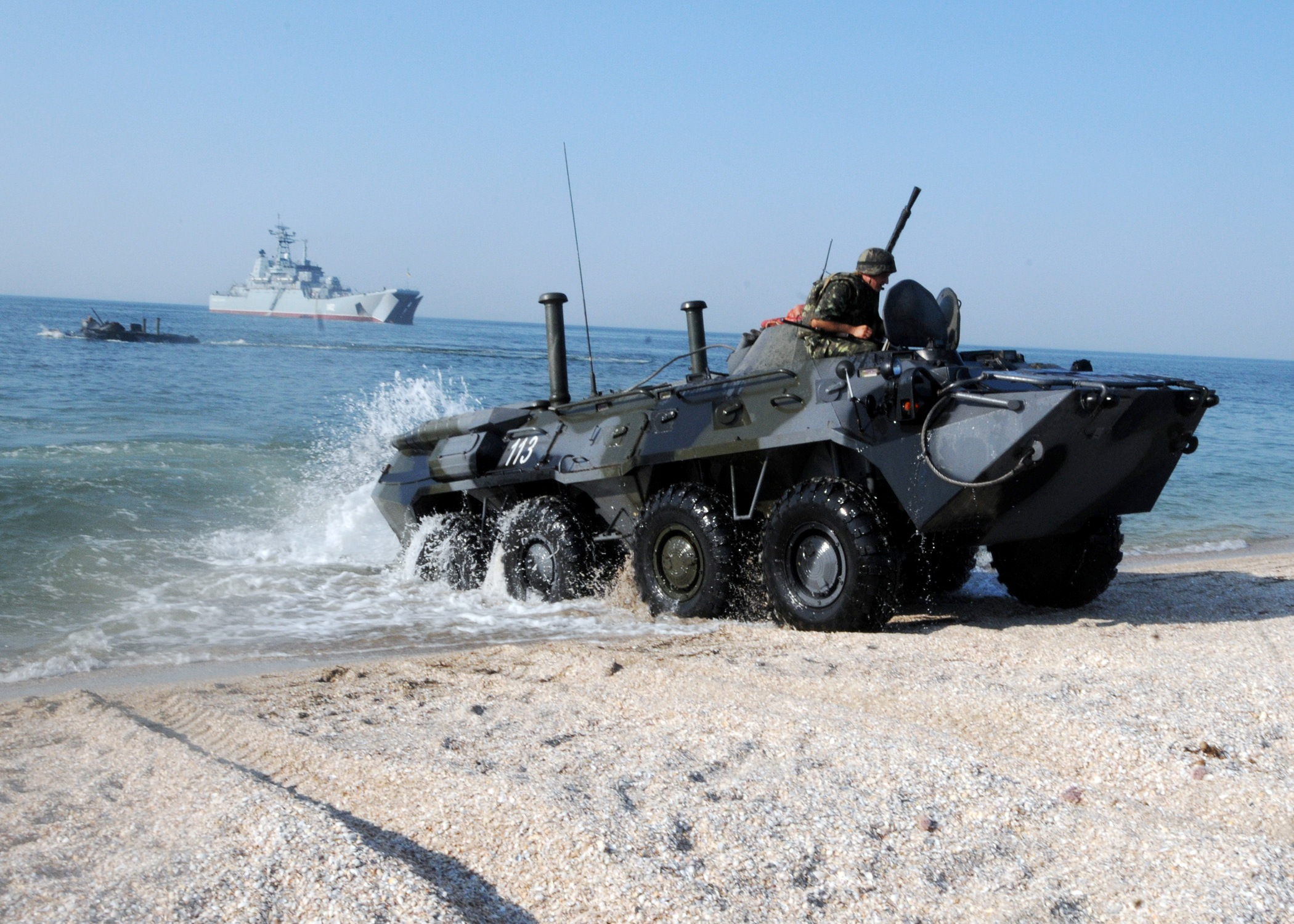
БТР-80 під час висадки морської піхоти

Морська піхота України — передовий загін сил висадки, який призначений для дій у складі тактичних і оперативно-тактичних десантів, а також оборони пунктів базування ВМС, островів, ділянок узбережжя, портів, аеродромів та інших важливих об'єктів.
Днем створення морської піхоти сучасної України можна вважати 22 лютого 1992 року, коли в Севастополі 880-й Окремий батальйон під командуванням майора Віталія Рожманова склав присягу на вірність українському народові. Але підрозділ так і не перейшов під юрисдикцію України і був розформований командуванням Чорноморського флоту.
1 липня 1993 року, після створення Військово-морських Сил України, в Севастополі був сформований 1-й Окремий батальйон Морської піхоти, в який були зараховані кращі офіцери Чорноморського флоту, що виявили бажання служити своїй Батьківщині. 1 вересня 1993-го під Феодосією був сформований 41-й Окремий батальйон Морської піхоти, а 20 вересня, згідно з директивою начальника Генштабу ВС України, було сформовано управління 4-ї Окремої бригади МП ВМС ЗСУ. З 1995 по 2000 роки бригада входила до складу Національної гвардії. Після повернення до збройних сил, включена до складу військ берегової оборони. У 2003-04 роках морську піхоту скоротили до одного батальйону. У грудні 2013-го в Керчі був сформований ще один (501-й) батальйон морської піхоти.
Після захоплення Криму Російською Федерацією у березні 2014 року, морські піхотинці були передислоковані в Миколаїв.
2023-го року частини передані до новоствореного Корпусу морської піхоти.

#### Берегові ракетно-артилерійські війська
Берегові ракетно-артилерійські війська (БРАВ) мають стаціонарні рухомі ракетні і артилерійські комплекси оперативно-тактичного та тактичного призначення. Головним завданням БРАВ є: ураження надводних кораблів, десантних загонів, конвоїв і суден противника. Основним тактичним з'єднанням берегових ракетно-артилерійських військ є бригада.
До 2014 року в складі національного флоту було два ракетних дивізіони — 25-й окремий береговий ракетний дивізіон озброєний мобільними протикорабельними комплексами 4К51 «Рубіж», та 85-й окремий береговий ракетний дивізіон озброєний 2 спареними ПУ ПКР 3М44 «Прогрес» (Об'єкт 100 «Утес»).
Після 2014 року у складі артилерійських частин ВМС ЗС України знаходяться:
- 406-та окрема артилерійська бригада ім. генерал-хорунжого Олексія Алмазова[a]
- 32-й реактивний артилерійський полк (формування розпочалося восени 2015 року[95])[b]

Наприкінці 2020 року один з підрозділів ракетно-артилерійських підрозділів ВМС ЗС України перейшов на штат ракетного дивізіону та до кінця 2021 року готується прийняти перший дивізіонний комплект берегового ракетного комплексу РК-360МЦ «Нептун».

## Чисельність
| Дата | Чисельність                   | В тому числі військовослужбовців | В тому числі цивільних |
| ---- | ----------------------------- | -------------------------------- | ---------------------- |
| 2005 | 20000                         | 15000                            | 5000                   |
| 2006 | 17500                         | ?                                | ?                      |
| 2007 | 15470                         | ?                                | ?                      |
| 2008 | 14800                         | ?                                | ?                      |
| 2009 | 15000                         | ?                                | ?                      |
| 2010 | 15000                         | ?                                | ?                      |
| 2011 | 14700                         | ?                                | ?                      |
| 2012 | 14600                         | ?                                | ?                      |
| 2013 | 14700                         | ?                                | ?                      |
| 2014 | 15470                         | ?                                | ?                      |
| 2016 | 11000                         | ?                                | ?                      |
| 2020 | 6500 (за іншими даними 10000) | ?                                | ?                      |
| 2021 |                               | ?                                | ?                      |
| 2022 | 8000                          | ?                                | ?                      |

## Бойові кораблі та катери Військово-Морських Сил України
Бойові кораблі та катери, які перебувають в складі ВМС України станом на 2023 рік:
| Бортовий номер корабля   | Фото   | Назва                                          | Тип                                                                       | Країна/Побудовано                                  | Дата введення в експлуатацію (Збудовано) | Дата введення в експлуатацію для ВМС України | Статус                 | Примітки |
| Корвет                   | Корвет | Корвет                                         | Корвет                                                                    | Корвет                                             | Корвет                                   | Корвет                                       | Корвет                 | Корвет |
| ------------------------ | ------ | ---------------------------------------------- | ------------------------------------------------------------------------- | -------------------------------------------------- | ---------------------------------------- | -------------------------------------------- | ---------------------- | --- |
| F211                     |        | «Гетьман Іван Мазепа»                          | корвет типу «Ада»                                                         | Туреччина                                          | 2 жовтня 2022                            |                                              |                        | Будується; Спущений на воду |
| F212                     |        | «Гетьман Іван Виговський»                      | Тип «Ада»                                                                 | Туреччина, Україна                                 |                                          |                                              |                        | Урочистості з нагоди закладки відбулися 18 серпня 2023 року. Підписано рамкову угоду з Туреччиною про будівництво двох корветів типу Ada для потреб ВМС ЗС України                                                                                          |
| F213                     |        |                                                | корвет типу «Ада»                                                         | Туреччина                                          |                                          |                                              |                        | В процесі майбутнього будівництва (з 2024 року) |
| F214                     |        |                                                | корвет типу «Ада»                                                         | Туреччина                                          |                                          |                                              |                        | В процесі майбутнього будівництва (з 2025 року) |
| Тральщики                |        |                                                |                                                                           |                                                    |                                          |                                              |                        | |
| ~                        |        | «Маріуполь»                                    | Клас Alkmaar                                                              | Бельгія                                            |                                          |                                              |                        | Бельгія передасть тральщик для України. Бельгійський мінний тральщик Narcis (M923) |
| ~                        | ~      | «Мелітополь»                                   | Клас Alkmaar                                                              | Нідерланди                                         |                                          |                                              |                        | Нідерланди передадуть Україні два тральщики класу Alkmaar. Україна отримає два мінні тральщики класу Alkmaar |
| ~                        | ~      | «Генічеськ»                                    | Клас Alkmaar                                                              | Нідерланди                                         |                                          |                                              |                        | Нідерланди передадуть Україні два тральщики класу Alkmaar. Україна отримає два мінні тральщики класу Alkmaar |
| М310                     |        | «Чернігів»                                     | Тральщики-шукачі мін класу «Сендаун»                                      | Велика Британія                                    |                                          |                                              |                        | Виведений зі складу флоту ВМС Великої Британії 4.08.21, готується до передачі Україні (Чернігів) |
| М311                     |        | «Черкаси»                                      | Тральщики-шукачі мін класу «Сендаун»                                      | Велика Британія                                    |                                          |                                              |                        | Виведений зі складу флоту ВМС Великої Британії 4.08.21, готується до передачі Україні (Черкаси) |
| M361                     |        | «Балта»                                        | Мінний загороджувач Проєкт 130 (зі змінами)                               | Польща, Stocznia Północna (Північна верф), Гданськ | 1978                                     |                                              | У строю                | Захоплений російськими військами. 15 квітня 2014 повернутий ВМС України. 13 жовтня 2021 року судно зазнало аварії. |
| Патрульний катер         |        |                                                |                                                                           |                                                    |                                          |                                              |                        | |
| P153                     |        | «Прилуки»                                      | Ракетні катери проєкту 206МР                                              |                                                    | 12 грудня 1980                           | 10 січня 1996                                |                        | Після демонтажу пускових установок виконує функції патрульного катеру |
| P191                     |        | «Старобільськ»                                 | Тип «Айленд» (англ. «Island»)                                             | Bollinger Shipyards, місто Локпорт (Луїзіана), США | 19 жовтня 1988                           | 13 листопада 2019                            | У строю                | Дислокується в порту Південний. Колишній WPB-1323 Drummond («Драммонд») |
| P192                     |        | «Суми»                                         | Тип «Айленд» (англ. «Island»)                                             | Bollinger Shipyards, місто Локпорт (Луїзіана), США | 12 квітня 1986                           | 29 листопада 2021                            | У строю                | Колишній WPB-1307 «Ocracoke» |
| P193                     |        | «Фастів»                                       | Тип «Айленд» (англ. «Island»)                                             | Bollinger Shipyards, місто Локпорт (Луїзіана), США | 21 квітня 1989                           | 29 листопада 2021                            | У строю                | Колишній WPB-1331 «Washington» |
| P194                     |        | «В'ячеслав Кубрак»                             | Тип «Айленд» (англ. «Island»)                                             | Bollinger Shipyards, місто Локпорт (Луїзіана), США | 15 червня 1990                           |                                              | знаходиться в США      | Колишній WPB-1336 «Kiska» |
| P195                     |        |                                                | Тип «Айленд» (англ. «Island»)                                             | Bollinger Shipyards, місто Локпорт (Луїзіана), США |                                          |                                              |                        | |
| P196                     |        |                                                | Тип «Айленд» (англ. «Island»)                                             | Bollinger Shipyards, місто Локпорт (Луїзіана), США |                                          |                                              |                        | |
|                          |        |                                                | Mk VI (малий бойовий катер)                                               |                                                    |                                          |                                              |                        | У 2022 році для ВМС ЗС України замовлено 16 катерів Mark VI |
| Артилерійські катери     |        |                                                |                                                                           |                                                    |                                          |                                              |                        | |
| P170                     |        | «Скадовськ»                                    | Проєкт 1400М                                                              | Море (завод),Феодосія, Україна                     | 1990                                     | 15 квітня 1992                               |                        | З 13.10.2021 в ремонті на МСЗ |
| P171                     |        | АКА-03                                         | Проєкт 376У                                                               | Ярославль                                          | 1972                                     | 1997                                         | У строю                | Перейшов до складу ВМС України в 1991 році як рейдовий катер U938. В 2014 році перейменований в U171 АК-03 і перекваліфікований в артилерійський катер. В 2018 році бортовий номер змінений на P171. Знаходився в розпорядженні ГШ ВС України до 2014 року. |
| P172                     |        | «Рівне»                                        | Проєкт 376У                                                               | Ярославль                                          | 1972                                     | 7 жовтня 1998                                | У строю                | Дислокується в м. Очаків |
| P173                     |        | «АКА-02»                                       | Проєкт 376У                                                               | Ярославль                                          | 1973                                     | 7 жовтня 1998                                | У строю                | Дислокується в м. Очаків |
| P175                     |        | «Бердянськ»                                    | Артилерійські катери проєкту «58155 Гюрза-М»                              | Кузня на Рибальському                              | 11 листопада 2015                        | 6 грудня 2016                                | У строю                | Після інциденту поблизу Керченської протоки, 18 листопада 2019 року був повернений Україні. Дислокується в м. Одеса |
| P176                     |        | «Нікополь»                                     | Артилерійські катери проєкту «58155 Гюрза-М»                              | Кузня на Рибальському                              | 20 червня 2018 року                      | 1 липня 2018 року                            | У строю                | Після інциденту поблизу Керченської протоки, 18 листопада 2019 був повернений Україні. Дислокується в м. Одеса |
| P180                     |        | «Костопіль»                                    | Артилерійські катери проєкту «58155 Гюрза-М»                              | Кузня на Рибальському                              | 2 квітня 2019                            | 5 вересня 2020                               | У строю                | Дислокується в м. Одеса |
| Протидиверсійні катери   |        |                                                |                                                                           |                                                    |                                          |                                              |                        | |
| P241                     |        | «Гола Пристань»                                | Проєкт Р-1415                                                             | Сосновка                                           | 1975                                     |                                              | У строю                | |
| Середні десантні кораблі |        |                                                |                                                                           |                                                    |                                          |                                              |                        | |
| L401                     |        | «Юрій Олефіренко»                              | Середні десантні кораблі проєкту 773                                      | Польща, Stocznia Północna (Північна верф), Гданськ | 31 грудня 1970                           | 10 січня 1996                                | У строю                | Захоплений російськими військами. 19 квітня 2014 року повернутий Україні. Дислокується в м. Очаків |
| Десантно штурмовий катер |        |                                                |                                                                           |                                                    |                                          |                                              |                        | |
| L451                     |        | «Малин»                                        | Десантно-штурмовий катер проєкту 58503 «Кентавр»                          | Україна, Кузня на Рибальському                     | 14.09.2018                               |                                              | проходить випробування | |
| Десантні катери          |        |                                                |                                                                           |                                                    |                                          |                                              |                        | |
| L434                     |        | «Сватове»                                      | Проєкт 1176                                                               | Азовський судноремонтний завод                     | 1979                                     | 15 квітня 1992                               | У строю                | |
|                          |        |                                                | Sherp the Shuttle                                                         | Sherp                                              | 2022                                     |                                              | У строю                | У складі річкового дивізіону. |
| Допоміжні судна          |        |                                                |                                                                           |                                                    |                                          |                                              |                        | |
| А505                     |        | Середній розвідувальний корабель «Сімферополь» | Розвідувальний корабель                                                   | Україна, Кузня на Рибальському                     | 2020                                     |                                              | проходить випробування | |
| А512                     |        | «Переяслав»                                    | малий розвідувальний корабель проєкту 1824Б                               |                                                    | 30.11.1986                               |                                              | У строю                | |
| А715                     |        | «Олександр Охрименко»                          | Багатофункціональне пошуково-рятувальне судно, проєкт 2262, тип Светломор |                                                    | 1987                                     | 13.11.2019                                   | У строю                | |

## Прапори ВМС України

### Історичні

#### За часівУкраїнської ДержавитаУНР
| Штандарт Головнокомандувача (Гетьмана) | Прапор командувача флотом         | Прапор | Гюйс                                                                                       | Майвець                                |
| -------------------------------------- | --------------------------------- | --- | ------------------------------------------------------------------------------------------ | -------------------------------------- |
|                                        |                                   | |                                                                                            |                                        |
| Затверджено 17 вересня 1918 року.      | Затверджено 17 вересня 1918 року. | Затверджено наказом Павла Скоропадського № 192/44 від 18 липня 1918 року. Продовжував використовуватися Директорією | Пропонувався до затвердження варіант від 22 березня 1918 р. Ймовірно, затверджений не був. | Затверджений від 17 вересня 1918 року. |

### Сучасні
| Штандарт Головнокомандувача Збройними Силами                         | Прапор командувача флотом       | Прапор                                                                      | Гюйс                                                                                             | Майвець                                                            |
| -------------------------------------------------------------------- | ------------------------------- | --------------------------------------------------------------------------- | ------------------------------------------------------------------------------------------------ | ------------------------------------------------------------------ |
|                                                                      |                                 |                                                                             |                                                                                                  |                                                                    |
| Морський прапор Президента України. Затверджено від 7 квітня 1997 р. | Затверджено 19 січня 1999 року. | Сучасний вигляд морського прапора було затверджено від 20 червня 2006 року. | Як гюйс використовується Державний Прапор України. Використання затверджено від 1 серпня 1997 р. | Використовується вимпел часів Гетьманату від 17 вересня 1918 року. |

## Марш ВМС України
Слова Леоніда Курявенка, музика Валерія Громцева

Перший куплет:

Нашої державності оплот,

Кримського південного кордону —

Український Чорноморський флот

Забезпечить міцну оборону.

Синьо-жовтий прапор майорить,

Прийнята присяга Україні,

Будуть вірно моряки служить

Незалежній молодій країні.

Приспів:

Браття! Послужим Україні ми!

За Чорне море станемо грудьми!

За наш чудовий і чарівний Крим!

За Український прапор, що над ним!

(повторюється двічі)

Другий куплет:

Хай завжди на морі буде штиль.

А якщо проб'є сигнал тривоги —

Моряки підуть напроти хвиль

І піднімуть прапор Перемоги.

Бачить Бог, державності оплот,

Кримського південного кордону —

Український Чорноморський флот

Забезпечить міцну оборону.

Приспів:

(повторюється двічі)

## Військові звання
Оскільки Україна не є країною-членом НАТО, кодування військових звань НАТО наведено для зіставлення.

### Поточні
Згідно законів України № 205-IX від 17 жовтня 2019 року щодо сержантських звань та № 680-IX від 4 червня 2020 року щодо нових генеральських та адміральських звань, які набули чинності 1 жовтня 2020 року.

#### Корабельний склад ВМС ЗСУ
| Код НАТО         | OF-10            | OF-10            | OF-10            | OF-10            | OF-9    | OF-9    | OF-8        | OF-7         | OF-6     | OF-6     | OF-5            | OF-5            | OF-4             | OF-3              | OF-3              | OF-2              | OF-2              | OF-1              | OF-1      | OF-1      | OF(D)              | OF(D)              | OF(D)              | Student Officer                                   | Student Officer                                   | Student Officer                                   |
| ---------------- | ---------------- | ---------------- | ---------------- | ---------------- | ------- | ------- | ----------- | ------------ | -------- | -------- | --------------- | --------------- | ---------------- | ----------------- | ----------------- | ----------------- | ----------------- | ----------------- | --------- | --------- | ------------------ | ------------------ | ------------------ | ------------------------------------------------- | ------------------------------------------------- | ------------------------------------------------- |
| Україна · (Ред.) | Без відповідника | Без відповідника | Без відповідника | Без відповідника |         |         |             |              |          |          |                 |                 |                  |                   |                   |                   |                   |                   |           |           |                    |                    |                    | en: Request for creation and upload of a picture! | en: Request for creation and upload of a picture! | en: Request for creation and upload of a picture! |
| Україна · (Ред.) | Без відповідника | Без відповідника | Без відповідника | Без відповідника |         |         |             |              |          |          |                 |                 |                  |                   |                   |                   |                   |                   |           |           |                    |                    |                    | en: Request for creation and upload of a picture! | en: Request for creation and upload of a picture! | en: Request for creation and upload of a picture! |
| Україна · (Ред.) | Без відповідника | Без відповідника | Без відповідника | Без відповідника | Адмірал | Адмірал | Віцеадмірал | Контрадмірал | Коммодор | Коммодор | Капітан I рангу | Капітан I рангу | Капітан II рангу | Капітан III рангу | Капітан III рангу | Капітан-лейтенант | Капітан-лейтенант | Старший лейтенант | Лейтенант | Лейтенант | Молодший лейтенант | Молодший лейтенант | Молодший лейтенант | Курсант                                           | Курсант                                           | Курсант                                           |

| Україна · (Ред.) |                           |                           |                          |                          |                  |               |                               |                               |                   |                   |                   |                   |                   |                   |                   |                   |                    |                    |                    |                    |                    |                    | Без відповідника | Без відповідника |                |                |        |        |        |                |        |        |        |        |        |        |        |        |
| Україна · (Ред.) |                           |                           |                          |                          |                  |               |                               |                               |                   |                   |                   |                   |                   |                   |                   |                   |                    |                    |                    |                    |                    |                    | Без відповідника | Без відповідника |                |                |        |        |        | Не передбачено |        |        |        |        |        |        |        |        |
| Україна · (Ред.) | Головний майстер-старшина | Головний майстер-старшина | Старший майстер-старшина | Старший майстер-старшина | Майстер-старшина | Штаб-старшина | Головний корабельний старшина | Головний корабельний старшина | Головний старшина | Головний старшина | Головний старшина | Головний старшина | Головний старшина | Головний старшина | Старшина I статті | Старшина I статті | Старшина II статті | Старшина II статті | Старшина II статті | Старшина II статті | Старшина II статті | Старшина II статті | Без відповідника | Без відповідника | Старший матрос | Старший матрос | Матрос | Матрос | Матрос | Матрос         | Матрос | Матрос | Рекрут | Рекрут | Рекрут | Рекрут | Рекрут | Рекрут |

#### Війська берегової оборони та Морська авіація ВМС ЗСУ
| Код НАТО         | OF-10            | OF-10            | OF-10            | OF-10            | OF-9             | OF-9             | OF-8              | OF-7          | OF-6              | OF-6              | OF-5      | OF-5      | OF-4         | OF-3  | OF-3  | OF-2    | OF-2    | OF-1              | OF-1      | OF-1      | OF(D)              | OF(D)              | OF(D)              | Student Officer                                   | Student Officer                                   | Student Officer                                   |
| ---------------- | ---------------- | ---------------- | ---------------- | ---------------- | ---------------- | ---------------- | ----------------- | ------------- | ----------------- | ----------------- | --------- | --------- | ------------ | ----- | ----- | ------- | ------- | ----------------- | --------- | --------- | ------------------ | ------------------ | ------------------ | ------------------------------------------------- | ------------------------------------------------- | ------------------------------------------------- |
| Україна · (Ред.) | Без відповідника | Без відповідника | Без відповідника | Без відповідника | Без відповідника | Без відповідника |                   |               |                   |                   |           |           |              |       |       |         |         |                   |           |           |                    |                    |                    | en: Request for creation and upload of a picture! | en: Request for creation and upload of a picture! | en: Request for creation and upload of a picture! |
| Україна · (Ред.) | Без відповідника | Без відповідника | Без відповідника | Без відповідника | Без відповідника | Без відповідника | Генерал-лейтенант | Генерал-майор | Бригадний генерал | Бригадний генерал | Полковник | Полковник | Підполковник | Майор | Майор | Капітан | Капітан | Старший лейтенант | Лейтенант | Лейтенант | Молодший лейтенант | Молодший лейтенант | Молодший лейтенант | Курсант                                           | Курсант                                           | Курсант                                           |

| Код НАТО         | OR-9                     | OR-9                     | OR-9                  | OR-9                  | OR-9         | OR-9         | OR-8             | OR-8             | OR-7            | OR-7            | OR-6            | OR-6            | OR-6            | OR-6            | OR-6    | OR-6    | OR-5             | OR-5             | OR-5             | OR-5             | OR-5             | OR-5             | OR-4   | OR-4   | OR-3           | OR-3           | OR-2           | OR-2           | OR-2           | OR-2           | OR-2   | OR-2   | OR-1            | OR-1            |
| ---------------- | ------------------------ | ------------------------ | --------------------- | --------------------- | ------------ | ------------ | ---------------- | ---------------- | --------------- | --------------- | --------------- | --------------- | --------------- | --------------- | ------- | ------- | ---------------- | ---------------- | ---------------- | ---------------- | ---------------- | ---------------- | ------ | ------ | -------------- | -------------- | -------------- | -------------- | -------------- | -------------- | ------ | ------ | --------------- | --------------- |
| Україна · (Ред.) |                          |                          |                       |                       |              |              |                  |                  |                 |                 |                 |                 |                 |                 |         |         | Без відповідника | Без відповідника | Без відповідника | Без відповідника | Без відповідника | Без відповідника |        |        |                |                |                |                |                |                |        |        |                 |                 |
| Україна · (Ред.) | Головний майстер-сержант | Головний майстер-сержант | Головний штаб-сержант | Головний штаб-сержант | Штаб-сержант | Штаб-сержант | Головний сержант | Головний сержант | Старший сержант | Старший сержант | Старший сержант | Старший сержант | Старший сержант | Старший сержант | Сержант | Сержант | Без відповідника | Без відповідника | Без відповідника | Без відповідника | Без відповідника | Без відповідника | Капрал | Капрал | Старший матрос | Старший матрос | Старший матрос | Старший матрос | Старший матрос | Старший матрос | Матрос | Матрос | Молодший матрос | Молодший матрос |

### Перехідні2016-2020

#### Корабельний склад ВМС ЗСУ
| Код НАТО         | OF-10            | OF-10            | OF-10            | OF-10            | OF-9    | OF-9    | OF-8        | OF-7         | OF-6             | OF-6             | OF-5            | OF-5            | OF-4             | OF-3              | OF-3              | OF-2               | OF-2               | OF-1              | OF-1      | OF-1               | OF(D)            | OF(D)            | OF(D)            | Student Officer                                   | Student Officer                                   | Student Officer                                   |
| ---------------- | ---------------- | ---------------- | ---------------- | ---------------- | ------- | ------- | ----------- | ------------ | ---------------- | ---------------- | --------------- | --------------- | ---------------- | ----------------- | ----------------- | ------------------ | ------------------ | ----------------- | --------- | ------------------ | ---------------- | ---------------- | ---------------- | ------------------------------------------------- | ------------------------------------------------- | ------------------------------------------------- |
| Україна · (Ред.) | Без відповідника | Без відповідника | Без відповідника | Без відповідника |         |         |             |              | Без відповідника | Без відповідника |                 |                 |                  |                   |                   |                    |                    |                   |           |                    | Без відповідника | Без відповідника | Без відповідника | en: Request for creation and upload of a picture! | en: Request for creation and upload of a picture! | en: Request for creation and upload of a picture! |
| Україна · (Ред.) | Без відповідника | Без відповідника | Без відповідника | Без відповідника | Адмірал | Адмірал | Віцеадмірал | Контрадмірал | Без відповідника | Без відповідника | Капітан I рангу | Капітан I рангу | Капітан II рангу | Капітан III рангу | Капітан III рангу | Капітан- лейтенант | Капітан- лейтенант | Старший лейтенант | Лейтенант | Молодший лейтенант | Без відповідника | Без відповідника | Без відповідника | Курсант                                           |                                                   |                                                   |

| Код НАТО         | OR-9           | OR-9           | OR-9   | OR-9   | OR-9   | OR-9   | OR-8                          | OR-8                          | OR-7                          | OR-7              | OR-6              | OR-6              | OR-6              | OR-6              | OR-6              | OR-6              | OR-5               | OR-5               | OR-5               | OR-5               | OR-5               | OR-5             | OR-4             | OR-4             | OR-3           | OR-3           | OR-2           | OR-2           | OR-2           | OR-2             | OR-2             | OR-2             | OR-1   | OR-1 |
| ---------------- | -------------- | -------------- | ------ | ------ | ------ | ------ | ----------------------------- | ----------------------------- | ----------------------------- | ----------------- | ----------------- | ----------------- | ----------------- | ----------------- | ----------------- | ----------------- | ------------------ | ------------------ | ------------------ | ------------------ | ------------------ | ---------------- | ---------------- | ---------------- | -------------- | -------------- | -------------- | -------------- | -------------- | ---------------- | ---------------- | ---------------- | ------ | ---- |
| Україна · (Ред.) |                |                |        |        |        |        |                               |                               |                               |                   |                   |                   |                   |                   |                   |                   |                    |                    |                    |                    |                    | Без відповідника | Без відповідника | Без відповідника |                |                |                |                |                | Без відповідника | Без відповідника | Без відповідника |        |      |
| Україна · (Ред.) | Старший мічман | Старший мічман | Мічман | Мічман | Мічман | Мічман | Головний корабельний старшина | Головний корабельний старшина | Головний корабельний старшина | Головний старшина | Старшина I статті | Старшина I статті | Старшина I статті | Старшина I статті | Старшина I статті | Старшина I статті | Старшина II статті | Старшина II статті | Старшина II статті | Старшина II статті | Старшина II статті | Без відповідника | Без відповідника | Без відповідника | Старший матрос | Старший матрос | Старший матрос | Старший матрос | Старший матрос | Без відповідника | Без відповідника | Без відповідника | Матрос |      |

#### Війська берегової оборони та Морська авіація ВМС ЗСУ
| Код НАТО         | OF-10            | OF-10            | OF-10            | OF-10            | OF-9             | OF-9             | OF-8              | OF-7          | OF-6             | OF-6             | OF-5      | OF-5      | OF-4         | OF-3  | OF-3  | OF-2    | OF-2    | OF-1              | OF-1      | OF-1               | OF(D)            | OF(D)            | OF(D)            | Student Officer                                   | Student Officer                                   | Student Officer                                   |
| ---------------- | ---------------- | ---------------- | ---------------- | ---------------- | ---------------- | ---------------- | ----------------- | ------------- | ---------------- | ---------------- | --------- | --------- | ------------ | ----- | ----- | ------- | ------- | ----------------- | --------- | ------------------ | ---------------- | ---------------- | ---------------- | ------------------------------------------------- | ------------------------------------------------- | ------------------------------------------------- |
| Україна · (Ред.) | Без відповідника | Без відповідника | Без відповідника | Без відповідника | Без відповідника | Без відповідника |                   |               | Без відповідника | Без відповідника |           |           |              |       |       |         |         |                   |           |                    | Без відповідника | Без відповідника | Без відповідника | en: Request for creation and upload of a picture! | en: Request for creation and upload of a picture! | en: Request for creation and upload of a picture! |
| Україна · (Ред.) | Без відповідника | Без відповідника | Без відповідника | Без відповідника | Без відповідника | Без відповідника | Генерал-лейтенант | Генерал-майор | Без відповідника | Без відповідника | Полковник | Полковник | Підполковник | Майор | Майор | Капітан | Капітан | Старший лейтенант | Лейтенант | Молодший лейтенант | Без відповідника | Без відповідника | Без відповідника | Курсант                                           | Курсант                                           | Курсант                                           |

| Код НАТО         | OR-9              | OR-9              | OR-9      | OR-9      | OR-9      | OR-9      | OR-8     | OR-8     | OR-7     | OR-7            | OR-6    | OR-6    | OR-6    | OR-6    | OR-6    | OR-6    | OR-5             | OR-5             | OR-5             | OR-5             | OR-5             | OR-5             | OR-4             | OR-4             | OR-3                                | OR-3                                | OR-2                                | OR-2                                | OR-2                                | OR-2             | OR-2             | OR-2             | OR-1                        | OR-1 |
| ---------------- | ----------------- | ----------------- | --------- | --------- | --------- | --------- | -------- | -------- | -------- | --------------- | ------- | ------- | ------- | ------- | ------- | ------- | ---------------- | ---------------- | ---------------- | ---------------- | ---------------- | ---------------- | ---------------- | ---------------- | ----------------------------------- | ----------------------------------- | ----------------------------------- | ----------------------------------- | ----------------------------------- | ---------------- | ---------------- | ---------------- | --------------------------- | ---- |
| Україна · (Ред.) |                   |                   |           |           |           |           |          |          |          |                 |         |         |         |         |         |         |                  |                  |                  |                  |                  | Без відповідника | Без відповідника | Без відповідника |                                     |                                     |                                     |                                     |                                     | Без відповідника | Без відповідника | Без відповідника |                             |      |
| Україна · (Ред.) | Старший прапорщик | Старший прапорщик | Прапорщик | Прапорщик | Прапорщик | Прапорщик | Старшина | Старшина | Старшина | Старший сержант | Сержант | Сержант | Сержант | Сержант | Сержант | Сержант | Молодший сержант | Молодший сержант | Молодший сержант | Молодший сержант | Молодший сержант | Без відповідника | Без відповідника | Без відповідника | Старший матрос берегових частин ВМС | Старший матрос берегових частин ВМС | Старший матрос берегових частин ВМС | Старший матрос берегових частин ВМС | Старший матрос берегових частин ВМС | Без відповідника | Без відповідника | Без відповідника | Матрос берегових частин ВМС |      |

### Знаки на головні убори до 20.11.2017 року
- На берет для матросів та старшин ВМС
- Вимпел ВМС на берет[138]
- На берет для військовослужбовців морської піхоти[139]

### Знаки на головні убори після 20.11.2017 року
- Беретний знак морської піхоти ВМС України
- Беретний знак ВМС України
- Беретний знак сил спеціальних операцій ВМС України